# Diatenes derigens
Diatenes derigens är en fjärilsart som beskrevs av Walker 1858. Diatenes derigens ingår i släktet Diatenes och familjen nattflyn. Inga underarter finns listade i Catalogue of Life.